# Chappe (månekrater)
Chappe er et nedslagskrater på Månen. Det befinder sig på Månens forside langs den sydvestlige rand og er opkaldt efter den franske astronom Jean B.C. d'Auteroche (1728 – 1769).
Navnet blev officielt tildelt af den Internationale Astronomiske Union (IAU) i 1994. 
Før det blev omdøbt af IAU, hed dette krater "Hausen A".

## Omgivelser
Chappekrateret er næsten forbundet med den nordlige rand af den bjergomgivne slette Hausenbassinet og befinder sig i samme afstand fra Pilâtrekrateret. Mod nord-nordvest ligger Blanchardkrateret.

## Karakteristika
Krateret ligger som nævnt langs den ydre vold af det meget større Hausen og er omgivet af ujævnt, bakket terræn. Rander er stort set cirkulær, men med et lille krater langs den østlige side. Kratervæg og -bund er ujævne, især i den vestlige halvdel.